# Freddie Röckenhaus
Freddie Röckenhaus (* 15. Oktober 1956 in Dortmund) ist ein deutscher Journalist und Dokumentarfilmer.

## Leben
Röckenhaus studierte nach dem Abitur Germanistik, Sportwissenschaft und Sozialwissenschaften in Bochum und Münster. Für das Staatsexamen schrieb er unter anderem eine Arbeit über Die Semiotik jugendlicher Subkulturen.
Seit 1977 ist Röckenhaus als Journalist tätig. Seine Ausbildung im Bereich Journalistik erfolgte durch ein bi-mediales Volontariat bei der Westdeutschen Allgemeinen Zeitung (WAZ) und Radio-Bremen-Fernsehen. Bei der WAZ wurde Röckenhaus Redakteur. Danach arbeitete er von 1989 bis 1994 als Redakteur bei der Wochenzeitung Die Zeit in Hamburg, anschließend als Redakteur beim SZ-Magazin, der Beilage der Süddeutschen Zeitung, in München und schließlich in Hamburg als Redaktionsleiter des Medienmagazins Studio/Moor (alias Canale Grande), das wöchentlich auf dem Pay-TV-Sender Premiere ausgestrahlt wurde.
Röckenhaus arbeitet auch als Dokumentarfilmer für verschiedene Fernsehsender, darunter für die ARD, Arte und das ZDF. Er gründete mit seiner langjährigen Kollegin und Dokumentarfilmerin Petra Höfer 1994 in München eine gemeinsame Produktionsfirma namens colourFIELD tell-a-vision. Seit 1997 ist die Produktionsfirma in Dortmund ansässig.
Röckenhaus gilt als Anhänger von Borussia Dortmund. Er schrieb das Buch Kennen Sie Borussia? 365 trickreiche Fragen für echte BVB-Fans, das 1993 im Eichborn-Verlag erschien.

## Filmografie
Freddie Röckenhaus hat mit Petra Höfer mehr als 50 Dokumentationen realisiert. Bei diesen fungierte Röckenhaus als Drehbuchautor, Regisseur und Produzent. Unter anderem entstanden
- 1995: Unter deutschen Dächern: Die Erbsenzähler (ARD/Radio Bremen)
- 1996: Die Profis (ARD/WDR)
- 1997: Unter deutschen Dächern: Der Berg ruft (ARD/RB), Unter Deutschen Dächern: Jobretter/Jobkiller (ARD/RB)
- 1999: Unter deutschen Dächern: Truckstop Geiselwind (ARD/RB)"
- 1997–2000: Mondän!, 13-teilige Serie (ZDF)
- 2001: California Dreamin’, fünfteilige Serie (ZDF)
- 2003–2004: Der kleine Snob, 20-teilige Serie (Arte/HR)
- 2003: ZDF-Expedition – Tropenfieber (3 Folgen)
- 2006: Expedition ins Gehirn (3 Folgen, ARD/Radio Bremen/Arte/WDR/RAI/RTÉ/UR Sweden)
- 2007: Blut und Spiele (2 Folgen, ARD/WDR)
- 2007: Tropenfieber 2 (3 Folgen, ZDF)
- 2008: Imperium der Viren (2 Folgen, ARD/Radio Bremen/WDR/Arte/RAI/RTÉ/YLE Finland/UR Sweden/ERT Greece)
- 2009: Liebe an der Macht: Die Obamas (ARD/WDR)
- 2010: Terra X: Deutschland von oben (3 Folgen ZDF, 5 Folgen ZDF Neo)
- 2011: Terra X: Deutschland von oben II  (3 Folgen, ZDF)
- 2011: Das automatische Gehirn – Die Macht des Unbewussten  (2 Folgen; ARD, WDR, Arte, UR Sweden, Schweizer Fernsehen, YLE Finland, ERT Greece, RTÉ Ireland)
- 2012: Germany from above – Deutschland von oben (Kinofilm in Zusammenarbeit mit dem ZDF, im Verleih von Universum / Disney)
- 2013: Terra X: Deutschland von oben III  (3 Folgen, ZDF und ZDF Neo)
- 2014: Terra X: Unterwelten – Deutschland von unten  (2 Folgen, ZDF)
- 2015: Terra X: Deutschland von oben IV  (3 Folgen, ZDF)
- 2016: Zugvögel – Kundschafter in fernen Welten (Arte)
- 2016: Terra X: Zugvögel  (2 Folgen, ZDF und Arte)
- 2017: Terra X: Unsere Wälder – Die Sprache der Bäume  (ZDF)
- 2017: Terra X: Unsere Wälder – Ein Jahr unter Bäumen (ZDF)
- 2017: Terra X: Unsere Wälder – Im Reich des Wassers (ZDF)
- 2018: Russland von oben  (Arte), mit Petra Höfer
- 2021: Das Riesending – 20.000 Meter unter der Erde

## Auszeichnungen
Für seine journalistische Tätigkeit erhielt Freddie Röckenhaus 2005 den Henri-Nannen-Preis (gemeinsam mit Thomas Hennecke) für eine Artikelserie in der Süddeutschen Zeitung, in der er die finanzielle Schieflage von Borussia Dortmund enthüllte. Gemeinsam mit Petra Höfer und Francesca D'Amicis wurde Röckenhaus 2007 mit dem Deutschen Fernsehpreis für den ARD/WDR-Zweiteiler "Blut und Spiele – Die Dopingfalle" ausgezeichnet. 2011 erhielt er (gemeinsam mit Höfer, Peter Thompson und Werner Greipl) den Deutschen Kamerapreis für die ZDF-Reihe "Deutschland von oben". Für dieselbe Reihe erhielt er ebenfalls 2011 den Journalistenpreis für Luft- und Raumfahrt. 2012 wurde sein ARD/Arte-Zweiteiler "Das automatische Gehirn" ("Automatic Brain"; gemeinsam mit Höfer und D'Amicis) bei den TV Awards des Chicago Film-Festival ausgezeichnet, sowie mit dem Gold Medal Award beim New York Festival. Ebenso erhielt die Filmreihe den Publikumspreis des Pariscience-Festivals in Paris und den European Science TV Award der Europäischen Union. Für den Adolf-Grimme-Preis und den Deutschen Fernsehpreis war Röckenhaus – gemeinsam mit Höfer – für eine Reihe weiterer Filme nominiert. 2004 wurde Röckenhaus der Journalisten-Preis des Bundesverbands Deutscher Pressesprecher, der „Goldene Apfel“, verliehen. 2018 erhielt er den Georg von Holtzbrinck Preis für Wissenschaftsjournalismus.